# Бривудин
Бривудин — синтетичний противірусний препарат з групи нуклеозидних аналогів для прийому всередину. Бривудин уперше синтезований у Великій Британії науковцями з Бірмінгемського університету, а вперше противірусні властивості препарату виявив бельгійський учений Ерік де Клерк із Левенського католицького університету в 1979 році. Уперше виробництво бривудину розпочала у 80-х роках ХХ століття компанія «Berlin-Chemie» у колишній НДР, а з 2001 року він допущений до використання у ряді інших європейських країн.

## Фармакологічні властивості
Бривудин — синтетичний противірусний препарат з групи нуклеозидних аналогів. Механізм дії препарату полягає в утворенні активного метаболіту — бривудину трифосфату, що інгібує фермент вірусів — ДНК-репліказу — та гальмує синтез вірусної ДНК. До бривудину чутливий лише вірус герпесу людини І типу та малочутливий вірус герпесу людини ІІ типу.

### Фармакодинаміка
Бривудин швидко всмоктується та розподіляється в організмі при пероральному застосуванні. Біодоступність при пероральному застосуванні становить 30%, що пов'язано з ефектом першого проходження через печінку. Біодоступність препарату незначно знижується при вживанні разом із їжею. Максимальна концентрація в крові бривудину досягається протягом 1 години. Бривудин добре зв'язується з білками плазми крові. Препарат фосфорилюється лише в уражених вірусом клітинах, що пояснює високу тропізм препарату до вірусів. Дані за проникнення бривудину через гематоенцефалічний бар'єр та плацентарний бар'єр і виділення в грудне молоко відсутні. Метаболізується препарат в печінці, після першого проходження — з утворенням активного метаболіту бривудину трифосфату, пізніше метаболізується до неактивних метаболітів. Виводиться з організму бривудин переважно нирками у вигляді неактивних метаболітів. Період напіввиведення препарату складає 16 годин, немає даних про збільшення цього часу при нирковій недостатності.

## Показання до застосування
Бривудин застосовується для лікування гострого оперізуючого лишаю у дорослих. Препарат є ефективним засобом для запобігання постгерпетичної невралгії.

## Побічна дія
При застосуванні бривудину можливі наступні побічні ефекти:
- З боку шкірних покривів — нечасто (0,1—1%) висипання на шкірі, свербіж шкіри, гіпергідроз.
- З боку травної системи — часто (1—10%) нудота; нечасто (0,1) блювота, діарея, запор, зниження апетиту, біль в животі, метеоризм, гепатит, жовтяниця, жирова дистрофія печінки.
- З боку нервової системи — нечасто (0,1—1%) головний біль, сонливість, безсоння, підвищена втомлюваність, запаморочення.
- Зміни в лабораторних аналізах — нечасто (0,1—1%) підвищення рівня активності трансаміназ, ГГТП, лактатдегідрогенази та лужної фосфатази в крові, підвищення рівня білірубіну в крові, анемія, лімфоцитоз, моноцитоз, еозинофілія, гранулоцитопенія, підвищення рівня сечовини та креатиніну в крові.

## Протипокази
Бривудин протипоказаний при підвищеній чутливості до препарату, при вагітності та годуванні грудьми, при сумісному застосуванні із 5-фторурацилом та його похідних (капецитабіном, флоксуридином, тегафуром), флуцитозином, хворим до 18 років.

## Форми випуску
Бривудин випускаються у вигляді таблеток по 0,125 г.